# Rosenthal-Effekt
Als Rosenthal-Effekt, Versuchsleiter(erwartungs)effekt oder Versuchsleiter-Artefakt wird in der Sozialpsychologie das Resultat eines Versuchsleiter-Versuchspersonen-Verhältnisses bezeichnet, durch das sich positive Erwartungen, Einstellungen, Überzeugungen sowie positive Stereotype des Versuchsleiters in Form einer „selbsterfüllenden Prophezeiung“ auf das Ergebnis eines Experiments auswirken.
In der Wissenschaft hat sich mittlerweile der Begriff Versuchsleiterartefakt durchgesetzt.

## Das Klassische Experiment von Rosenthal und Fode
In einem Laborexperiment wurden zwölf Studenten jeweils fünf Laborratten eines gleichen Stammes gegeben. Der einen Hälfte der Studenten wurde mitgeteilt, dass „ihre“ Ratten darauf hin gezüchtet wurden, einen Irrgarten besonders schnell zu durchlaufen. Der anderen Hälfte der Studenten wurde mitgeteilt, dass „ihre“ Ratten auf besondere Dummheit hin gezüchtet wurden. Obwohl die Ratten in Wirklichkeit alle vom gleichen genetischen Stamm kamen, zeigten jene Ratten, deren Versuchsleitern mitgeteilt worden war, dass ihre Ratten besonders intelligent seien, deutlich bessere Leistungen als die Ratten in der Kontrollgruppe. Die Erklärung von Rosenthal und Fode dafür war, dass die Projektionen der studentischen Versuchsleiter die Leistung der Ratten beeinflusst hätten (1963).

## Ähnliche Effekte in wissenschaftlichen Versuchen
Als Hawthorne-Effekt wird eine Verhaltensänderung bezeichnet, die allein auf das Bewusstsein einer Versuchsperson zurückgeführt wird, im Rahmen einer Untersuchung oder eines Experiments unter Beobachtung zu stehen, ohne dass die Versuchsleiter ausdrücklich konkrete, gesteigerte Leistungsanforderungen oder andere Erwartungshaltungen an sie richten.
Als Versuchspersonen-Effekte werden Effekte bezeichnet, in denen die Erfahrung von Versuchspersonen mit Experimenten, der Argwohn gegenüber Täuschung, die Interpretation von Anforderungsmerkmalen (demand characteristics) durch die Versuchspersonen oder die Reaktionstendenzen der sozialen Erwünschtheit das Experiment beeinflussen.